# Jakub Scherz
Jakub Scherz, německy Jakob Scherz, někdy uváděný jako Schertz (1728 Brno – 1798 Brno), byl moravský barokně–klasicistní sochař, činný od roku 1759 do 1787 v Brně. Pracoval pro augustiniány a františkány. Byl konkurentem zavedené dílny akademického sochaře Ondřeje Schweigla.

## Život a dílo
Jakub Scherz pocházel z rodiny sochařů z rakouského Wiener Neustadt. Základům řemesla ho naučil zřejmě jeho otec Jan Scherz, který se stal roku 1716 brněnským měšťanem. Ten se ve městě uvedl především pracemi pro minoritský klášter. Jeho dílem je sedm kamenných andělů a archandělů na průčelí loretánského kostela. Formálnímu vzdělání se dostalo Jakubovi až na Vídeňské umělecké akademii, kterou navštěvoval od roku 1756.

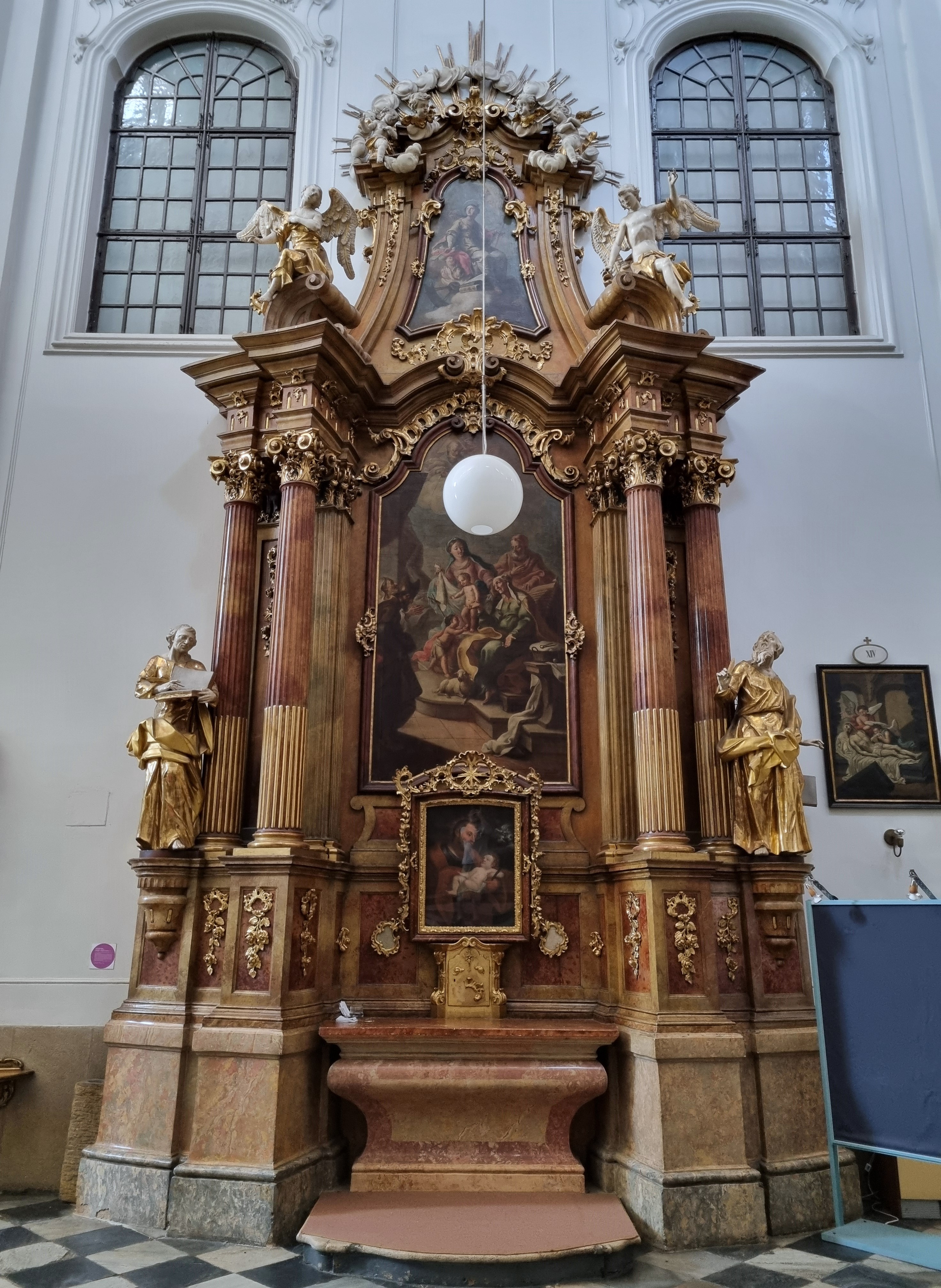
Boční oltář v kostele sv. Tomáše v Brně

Na počátku 60. let se převor augustiniánského kláštera v Brně Matouš Pertscher rozhodl o modernizaci interiéru řádového kostela sv. Tomáše. Jakub Scherz zde v letech 1760–1761 realizoval výzdobu dvojice oltářů v presbytáři se sochami evangelistů a andělů v nástavci. Obrazy na oltáře dodal Josef T. Rotter. Pro hlavní oltář uzavřel převor roku 1761 smlouvu s renovovaným sochařem Josefem Winterhalderem starším. Roku následujícího byl k projektu přizván Scherz, který se zavázal, že vyhotoví podle zadaného nákresu a rozpočtu dřevěné sochy. Jeho podíl je znatelný převážně na zlaceném tabernáklu s anděly a reliéfem Poslední večeře. Centru vévodí mistrovské plátno rakouského malíře Franze A. Maulbertsche. Architektura oltářů je dílem řádového truhláře Bernarda Stöttner, zlacení provedl Ondřej Bleiberger. Roku 1763/1764 je sochař doložen také na opravě a doplnění sochařské výzdoby varhanního prospektu z let 1698–1699 od Antonína Rigy.
V návaznosti na dokončení hlavního oltáře kostela sv. Tomáše, byl Matoušem Pertscherem Scherz znovu povolán k vybavování nového augustiniánského kostela v Jevíčku. Podle dochovaného vyúčtování z roku 1766 sochař zhotovil části hlavního oltáře. Ten se ale nedochoval, protože byl roku 1780 nahrazen novým od sochaře Tomáše Schweigla, bratra známějšího Ondřeje. Z analýzy sochařského rukopisu můžeme Scherze určit i jako autora výzdoby bočních oltářů, varhan, kazatelny a křtitelnice. K dalším sochařovým dílům z tohoto období patří i socha sv. Jana Nepomuckého ze sbírek Moravské galerie. Tato dřevěná plastika klečícího světce bez ruky držící původně kříž, pochází z výklenku zbořeného domu na Masarykově 25/27.

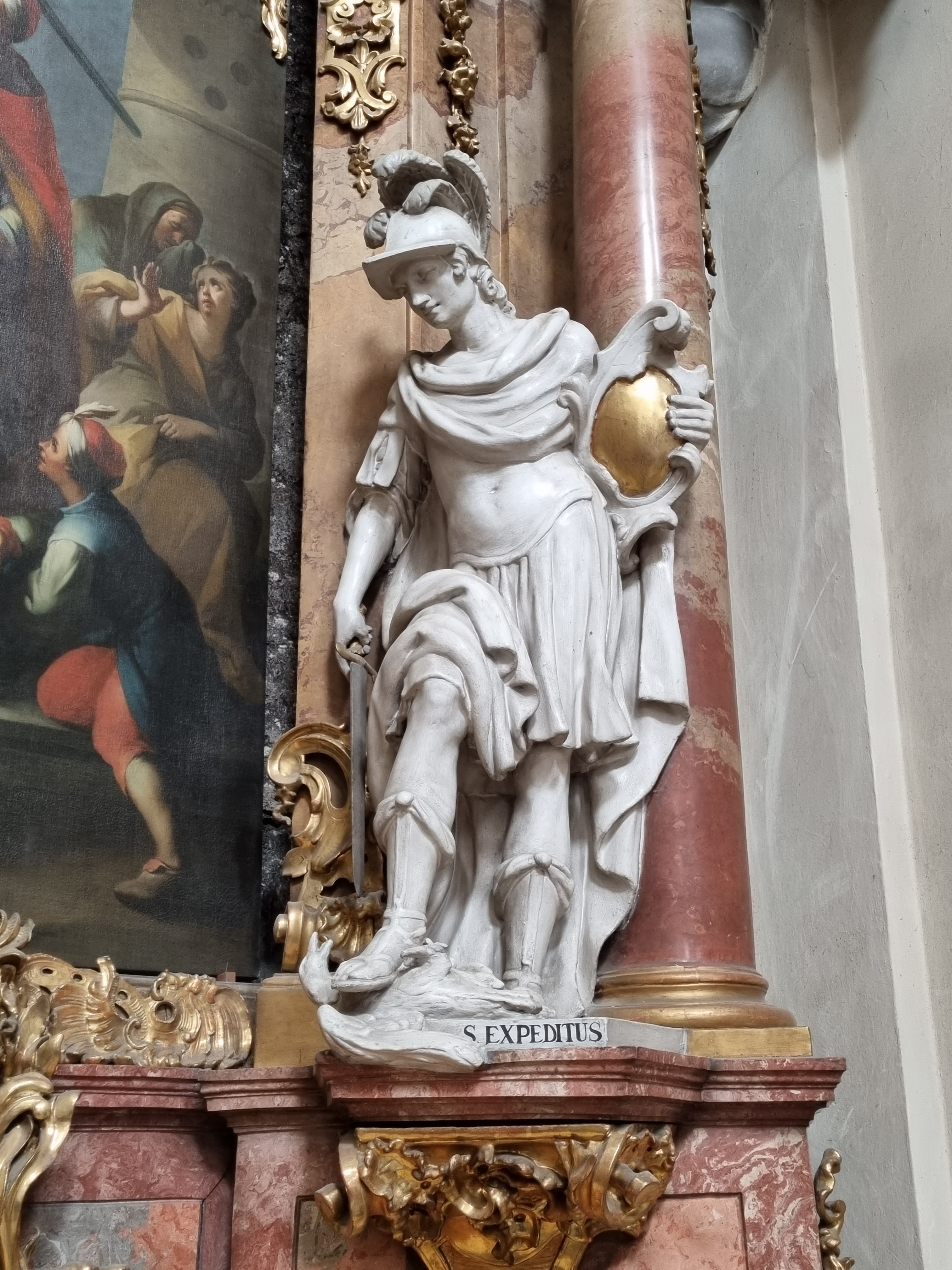
Socha sv. Expedita v kostele sv. Michala v Brně

Po polovině 18. století se Scherz účastnil na výzdobě františkánského kostela sv. Máří Magdalény v Brně. Modernizace řádového kostela se mohla uskutečnit díky velkorysému daru 1000 zlatých od Dietrichsteinů jako kompenzace za spory s jejich sousedním palácem. Františkáni si na tento úkol vybrali začínajícího akademického sochaře Ondřeje Schweigla a následně také Jakuba Scherze. Umělci dostali za úkol nahradit a doplnit starší řezby od Antonína Rigy z počátku 18. století. Scherz se zde v letech 1767–1770 ujmul úpravy starší Rigovy kazatelny a protějškového oltáře Ecce Homo (Nejsvětějšího Srdce Páně), které doplnil postavami andělů. Na boční oltář sv. Antonína Paduánského usadil dřevěné bíle štafírované sochy františkánských světců. Na oltář sv. Josefa s výzdobou Ondřeje Schweigla dodal anděly se symboly Josefova povolání, sekerou a pilou. Zřejmě díky kontaktům brněnských františkánů, oslovili roku 1772 Scherze františkáni z Moravské Třebové aby jim vytvořil tabernákl na hlavní oltář jejich kostela.
Dne 19. března 1770 byl položen základní kámen farního kostela v Nových Hvězdlicích. Návrhem nového svatostánku pověřili brněnští augustiniáni architekta Františka A. Grimma. Jakub Scherz je autorem kamenných soch sv. Augustina a sv. Tomáše z Villanovy v nikách průčelí a sochařského vybavení interiéru. Sochař zde pracoval do roku 1774, kdy mu byla vyplacena poslední splátka. V kostele dominikánů v Brně jsou také Scherzovi připisovány dodatečně umístěné sochy sv. Jana Křtitele a sv. Expedita na prvním oltáři vpravo.

## Seznam děl
- 1760–1761: sochařská výzdoba oltářů sv. Příbuzenstva a sv. Kajícníků v bývalém augustiniánském kostele sv. Tomáše v Brně
- 1762–1764: sochařská výzdoba hlavního oltáře v bývalém augustiniánském kostele sv. Tomáše v Brně – společně s Josefem Wintehalderem st.
- 1763/1764: oprava a doplnění sochařské výzdoby varhanního prospektu v bývalém augustiniánském kostele sv. Tomáše v Brně
- kolem 1765: sochařská výzdoba bočních oltářů, varhan, kazatelny a křtitelnice v bývalém augustiniánském kostele Nanebevzetí Panny Marie v Jevíčku
- kolem 1765: socha sv. Jana Nepomuckého, Moravská galerie v Brně (inv. číslo E 676)[4]
- 1767–1770: část sochařské výzdoby kazatelny, sochy na oltářích Nejsvětějšího Srdce Páně a sv. Antonína Paduánského a sochy v nástavci oltáře sv. Josefa v bývalém františkánském kostele sv. Máří Magdalény v Brně
- 1772: tabernákl hlavního oltáře františkánského kostela sv. Josefa v Moravské Třebové
- kolem 1773: sochařská výzdoba průčelí a interiéru kostela sv. Jakuba v Nových Hvězdlicích
- kolem 1773: sochy sv. Jana Křtitele a sv. Expedita na oltáři sv. Barbory v bývalém dominikánském kostele sv. Michala v Brně